# Aéroport de Rijeka
L’aéroport de Rijeka (en croate : Zračna luka Rijeka) (code IATA : RJK • code OACI : LDRI), est un aéroport desservant la ville de Rijeka (Croatie) et sa région.
Il est situé sur l’île de Krk à 17 km de la ville de Rijeka.
La majorité du trafic aérien se fait par l’intermédiaire des compagnies low cost en provenance et à destination des pays de l’union européenne.

## Situation
| \| 50 km1:1 970 000 \| Zagreb-Pleso Brač Dubrovnik Osijek Pula Rijeka Split Zadar |
| 50 km1:1 970 000                                                                  |

## Statistiques
Le trafic a atteint 210 000 passagers en 2006.
Pour des raisons techniques, il est temporairement impossible d'afficher le graphique qui aurait dû être présenté ici.

Voir la requête brute et les sources sur Wikidata.

## Compagnies et destinations
| Compagnies       | Destinations                                                                                         |
| ---------------- | --- |
| airBaltic        | En saison : Riga                                                                                     |
| Air Serbia       | En saison: Belgrade-Nikola-Tesla                                                                     |
| Condor           | En saison : Düsseldorf, Francfort                                                                    |
| Croatia Airlines | En saison: Munich-F. J. Strauß                                                                       |
| easyJet          | En saison: Berlin-Brandebourg, Londres-Gatwick                                                       |
| Eurowings        | En saison : Berlin-Brandebourg, Cologne/Bonn-K. Adenauer, Düsseldorf, Hambourg-H.-Schmidt, Stuttgart |
| Lufthansa        | En saison : Francfort, Munich-F. J. Strauß                                                           |
| Ryanair          | En saison : Bergame-Orio al Serio, Charleroi Bruxelles-Sud, Londres-Stansted, Stockholm-Arlanda      |
| Trade Air        | Dubrovnik, Osijek, Split, Zadar                                                                      |
| Transavia        | En saison : Eindhoven                                                                                |

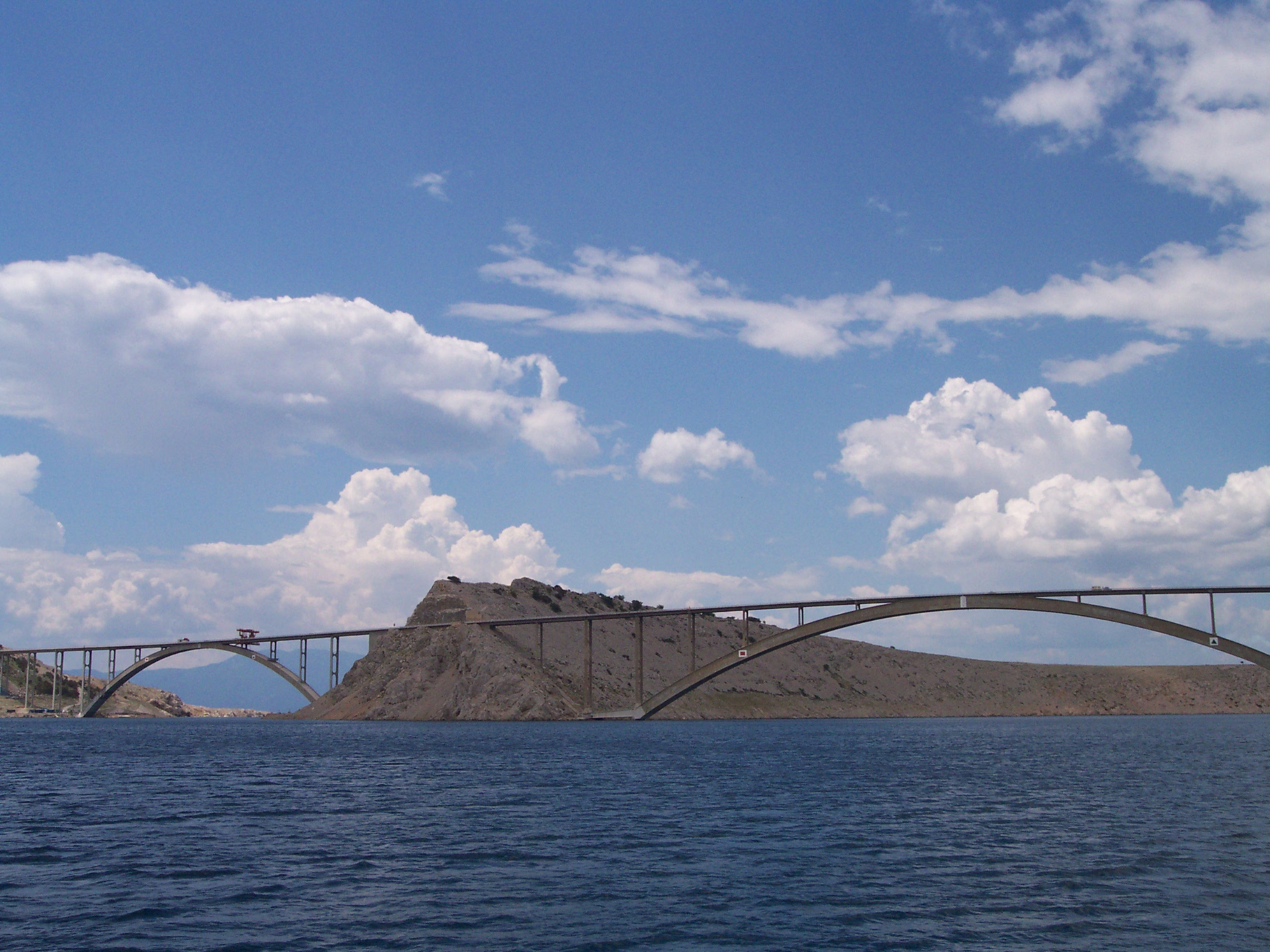
L'accès à l'aéroport de Rijeka se fait par un passage sur les ponts de l'île de Krk

Édité le 19/05/2019  Actualisé le 15/02/2023